# Oliver Bernhardt
Oliver Bernhardt (* 29. Juli 1976 in Frankfurt am Main) ist ein ehemaliger deutscher Eishockeyspieler, der insgesamt 249-mal für die Iserlohn Roosters und die Augsburger Panther in der Deutschen Eishockey Liga auflief.

## Karriere
Oliver Bernhardt begann seine Eishockeykarriere als 9-Jähriger beim EC Bad Nauheim. 1996 entdeckte Greg Poss ihn beim EV Füssen und gemeinsam wechselten sie zum ETC Timmendorfer Strand. Im selben Jahr wurde er für die deutsche Nationalmannschaft, die an der U20-WM teilnahm, nominiert. Insgesamt absolvierte er etwa 50 Junioren-Länderspiele.
1997 heuerte er, ebenso wie Trainer Greg Poss, beim Ligarivalen Iserlohner EC an. Im Sommer 2000 wechselte er zu den Augsburger Panthern in die DEL. Parallel stieg auch der IEC in die höchste deutsche Spielklasse auf und Bernhardt kehrte nach nur einer Saison zurück ins Sauerland. Vor der Saison 2003/04 boten ihm das Trainer-Team und die Mannschaft das Kapitäns-Amt an, er lehnte jedoch ab. Sportlich spielte Bernhardt in Iserlohn eine wichtige Rolle, da er sowohl als Verteidiger als auch als Stürmer eingesetzt werden konnte.
Nach insgesamt sieben Spielzeiten am Seilersee wurde der Vertrag nicht mehr verlängert und er wechselte 2005 zum Zweitligisten SC Bietigheim-Bissingen. Nach nur einer Saison unterzeichnete er einen Vertrag bei den Eisbären Regensburg, den er kurz vor Saisonende aus privaten Gründen aufgelöst hat. Bei beiden Clubs sollte er vor allem für Stabilität in der Abwehr sorgen. In der Saison 2007/08 stand Bernhardt bei seinem Heimatverein, dem EC Bad Nauheim, in der Oberliga im Kader und war dort Kapitän. Anschließend beendete er seine Karriere, ließ sich nach zwei Jahren aber von einem Comeback für Bad Nauheim überzeugen. Im Dezember 2011 boten die Löwen Frankfurt dem Verteidiger ein Try-out, dann aber keinen längerfristigen Vertrag an. Damit endete Oliver Bernhardts Spielerkarriere endgültig.

## Karrierestatistik

### International
Vertrat Deutschland bei:
- U20-Junioren-Weltmeisterschaft 1996

(Legende zur Spielerstatistik: Sp oder GP = absolvierte Spiele; T oder G = erzielte Tore; V oder A = erzielte Assists; Pkt oder Pts = erzielte Scorerpunkte; SM oder PIM = erhaltene Strafminuten; +/− = Plus/Minus-Bilanz; PP = erzielte Überzahltore; SH = erzielte Unterzahltore; GW = erzielte Siegtore; 1 Play-downs/Relegation; Kursiv: Statistik nicht vollständig)